# چشمه سرنجه
چشمه سرنجه، روستایی از توابع بخش مرکزی شهرستان دورود در استان لرستان ایران است.

## جمعیت
این روستا در دهستان دورود قرار دارد و براساس سرشماری مرکز آمار ایران در سال ۱۳۸۵، جمعیت آن ۴۷۹ نفر (۱۰۲خانوار) بوده‌است. اکثر جمعیت این روستا متعلق به طایفه سالاروند است و صاحبان اصلی آن همین طایفه می‌باشند